# Vinströmmen
Vinströmmen är en oreglerad ström i Voxnan. Den ligger omkring 20 kilometer norr om Voxnabruk. 
Vinströmmen är känd för sina vackra omgivningar och sina branta sandbrinkar. Den är ett omtyckt utflyktsmål bland ortsbefolkningen med flera tack vare fina badmöjligheter. Vild camping förekommer. Kanotpaddlare brukar ofta passera eller starta sina färder vid Vinströmmen som håller svårighetsklass III. Vid lågvatten är strömmen ofarbar och man måste då bära kanoten förbi i omkring 500 meter.
Nära forsnacken finns en välbevarad större knuttimrad flottarkoja av eldpalltyp. En spetsgattad flottarroddbåt i förfall finns vid kanten av den höga strandbrinken.
Vinströmmarna har varit med i filmen På rymmen med Pippi Långstrump.